# Wolfgang Haug (Fußballspieler)
Wolfgang Haug (* 24. Dezember 1949) ist ein ehemaliger deutscher Fußballspieler. Für den SSV Reutlingen 05 und den FC Augsburg spielte er in der zweithöchsten Spielklasse in der Regionalliga bzw. 2. Bundesliga.

## Sportlicher Werdegang
Haug begann mit dem Fußballspiel beim SV 03 Tübingen, den er später in Richtung SSV Reutlingen 05 verließ. Nach dem Abstieg des Klubs aus der Regionalliga 1973 wechselte er zum Zweitliga-Aufsteiger FC Augsburg. Dort war er auf Anhieb Stammspieler, als Regionalligameister trat er mit der Mannschaft in der Aufstiegsrunde zur Bundesliga an. Als Tabellenzweiter hinter Tennis Borussia Berlin verpasste sie um einen Punkt den Durchmarsch in die Bundesliga, qualifizierte sich aber für die neu geschaffene 2. Bundesliga. Dort lief er noch vier Spielzeiten für den Klub auf und bestritt 150 Spiele in der 2. Bundesliga.
1978 wechselte Haug in den Amateurbereich und kehrte in seine Tübinger Heimat zurück, als er sich dem TSV Ofterdingen in der Verbandsliga Württemberg anschloss. 1980 wechselte er zur SpVgg Ludwigsburg in die Oberliga Baden-Württemberg. Als Vizemeister der Oberliga-Spielzeit 1981/82 nahm er mit der Mannschaft an der Deutschen Amateurmeisterschaft 1982 teil, bei der sie im Halbfinale an der Reservemannschaft von Werder Bremen scheiterte. Anschließend beendete er seine aktive Laufbahn.
Teilweise wird Haug in Statistiken mit dem gleichnamigen Spieler des SC Geislingen verwechselt, der zwar auch im baden-württembergischen Fußball reüssierte, jedoch 1961 geboren wurde und aus der Jugend des SC Geislingen stammt (später u. a. auch beim SV Sandhausen, dem SV 98 Schwetzingen und dem VfL Kirchheim/Teck in der drittklassigen Oberliga BW aktiv).